# Benetton B197
El Benetton B197 es un coche de carreras de Fórmula 1 con el que el equipo Benetton compitió en la temporada 1997 de Fórmula 1. Allí lo conducían el francés Jean Alesi y el austriaco Gerhard Berger, ambos en su segunda temporada con el equipo. Sin embargo, Berger se vio obligado a perderse tres carreras a mitad de temporada debido a problemas sinusales, y su compatriota Alexander Wurz hizo su debut en la F1 sustituyéndolo, comenzando en el Gran Premio de Canadá.
El coche es una evolución del B196 del año anterior, del que ambos pilotos habían luchado por extraer el máximo rendimiento. El B197 demostró ser competitivo en casi todas las carreras, pero sólo consiguió una victoria, cortesía de Berger en su regreso a la cabina en Alemania. El principal problema del coche era su incapacidad para calentar los neumáticos en circuitos de baja adherencia, especialmente en la clasificación. Sin embargo, Berger y Alesi consiguieron una pole cada uno a lo largo de la temporada. Al final de la temporada, estaba claro que Benetton adoptaría una nueva alineación de pilotos para 1998, con Berger retirándose y Alesi mudándose a Sauber.
El equipo finalmente terminó tercero en el Campeonato de Constructores, con 67 puntos. Ambos coches B197 todavía se utilizan activamente y compiten en la serie BOSS GP a partir de 2022.
El Benetton B197 fue el último coche de Fórmula 1 de Benetton que utilizó motores Renault completos hasta el B201 en la temporada 2001 debido al reposicionamiento de la empresa en el plan de privatización.

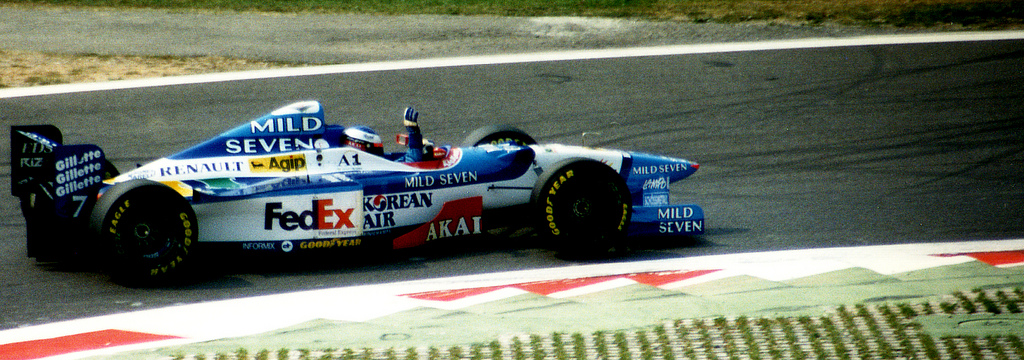
Jean Alesi conduciendo el B197 en el Gran Premio de Italia de 1997

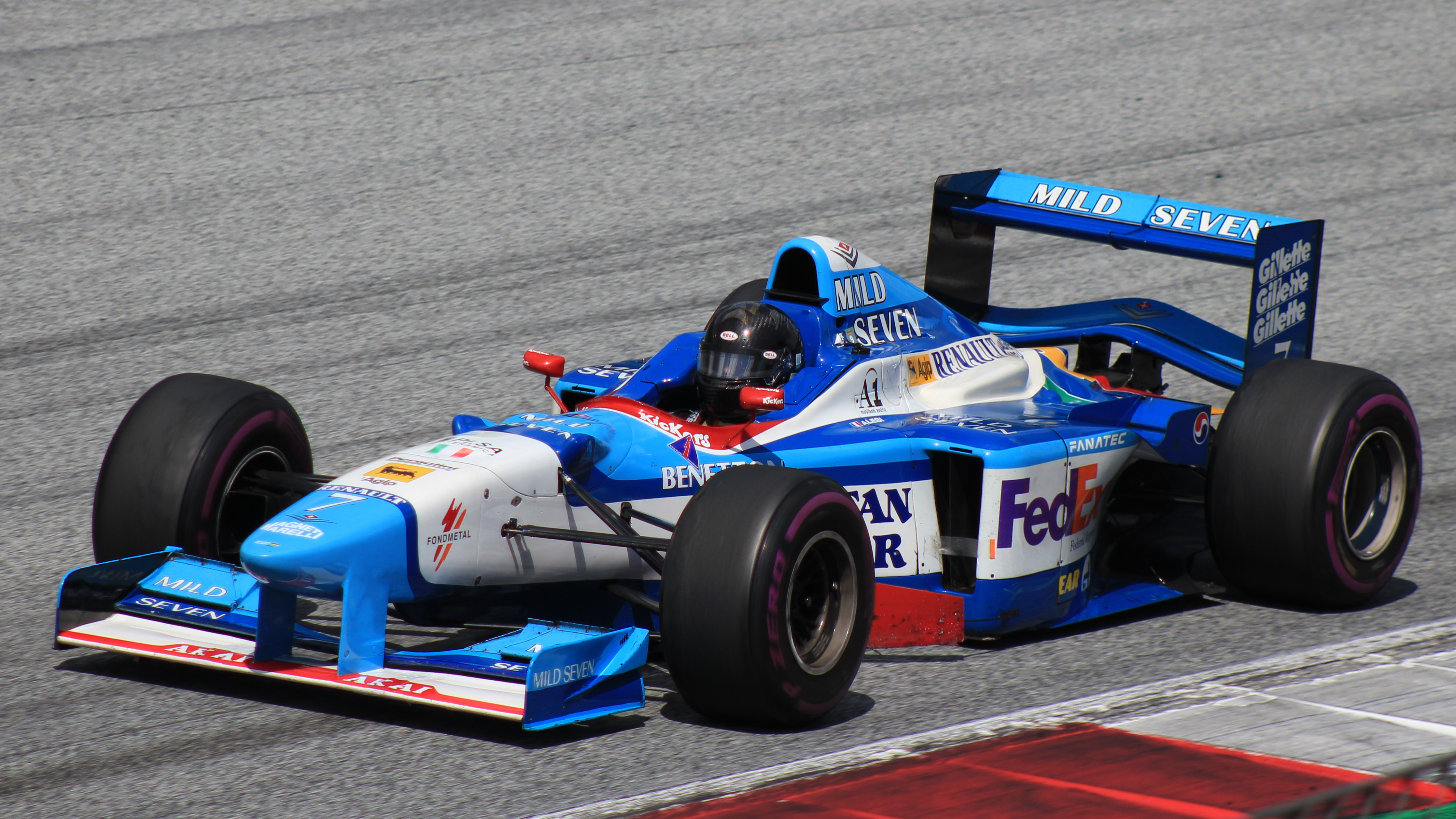
Ulf Ehninger conduciendo la B197 en el Red Bull Ring

## Resultados
(Clave) (negrita indica pole position) (cursiva indica vuelta rápida)

| Año     | Motor       | Neu. | N.º | Pilotos        | 1   | 2   | 3   | 4   | 5   | 6   | 7   | 8   | 9   | 10  | 11  | 12  | 13  | 14  | 15  | 16  | 17  | Puntos | Pos. |
| ------- | ----------- | ---- | --- | -------------- | --- | --- | --- | --- | --- | --- | --- | --- | --- | --- | --- | --- | --- | --- | --- | --- | --- | ------ | ---- |
| 1997    | Renault V10 | G    |     |                | AUS | BRA | ARG | SMR | MON | ESP | CAN | FRA | GBR | GER | HUN | BEL | ITA | AUT | LUX | JPN | EUR | 67     | 3.º  |
| 1997    | Renault V10 | G    | 7   | Jean Alesi     | Ret | 6   | 7   | 5   | Ret | 3   | 2   | 5   | 2   | 6   | 11  | 8   | 2   | Ret | 2   | 5   | 13  | 67     | 3.º  |
| 1997    | Renault V10 | G    | 8   | Gerhard Berger | 4   | 2   | 6   | Ret | 9   | 10  |     |     |     | 1   | 8   | 6   | 7   | 10  | 4   | 8   | 4   | 67     | 3.º  |
| 1997    | Renault V10 | G    | 8   | Alexander Wurz |     |     |     |     |     |     | Ret | Ret | 3   |     |     |     |     |     |     |     |     | 67     | 3.º  |
| Fuente: |             |      |     |                |     |     |     |     |     |     |     |     |     |     |     |     |     |     |     |     |     |        |      |